# Адиантум венерин волос
Адиа́нтум вене́рин во́лос (лат. Adiāntum capīllus-veneris) — многолетнее травянистое растение, вид рода Адиантум семейства Птерисовые (Pteridaceae); иногда включают в семейство Адиантовые (Adiantaceae).
Один из наиболее известных декоративных папоротников. Широко культивируется в оранжереях, легко выращивается как комнатное растение.

## Ареал и среда обитания
Ареал: Атлантическая, Южная и Юго-восточная Европа, Средиземноморье, Кавказ, Закавказье, Юго-Западная и Средняя Азия, Центральная и Северная Африка, Южная Америка, Австралазия, Северная Америка (отмечен в 25 штатах США). В России — Кавказ, Черноморское побережье Кавказа.
Как правило, растёт в лесном поясе в тенистых влажных ущельях, преимущественно на скалах с сочащейся водой, по берегам горных ручьёв в камнях, в гротах у водопадов; предпочитает карбонатные почвы.
Довольно часто разводится в ботанических садах, выращивается как комнатное растение.

## Ботаническое описание

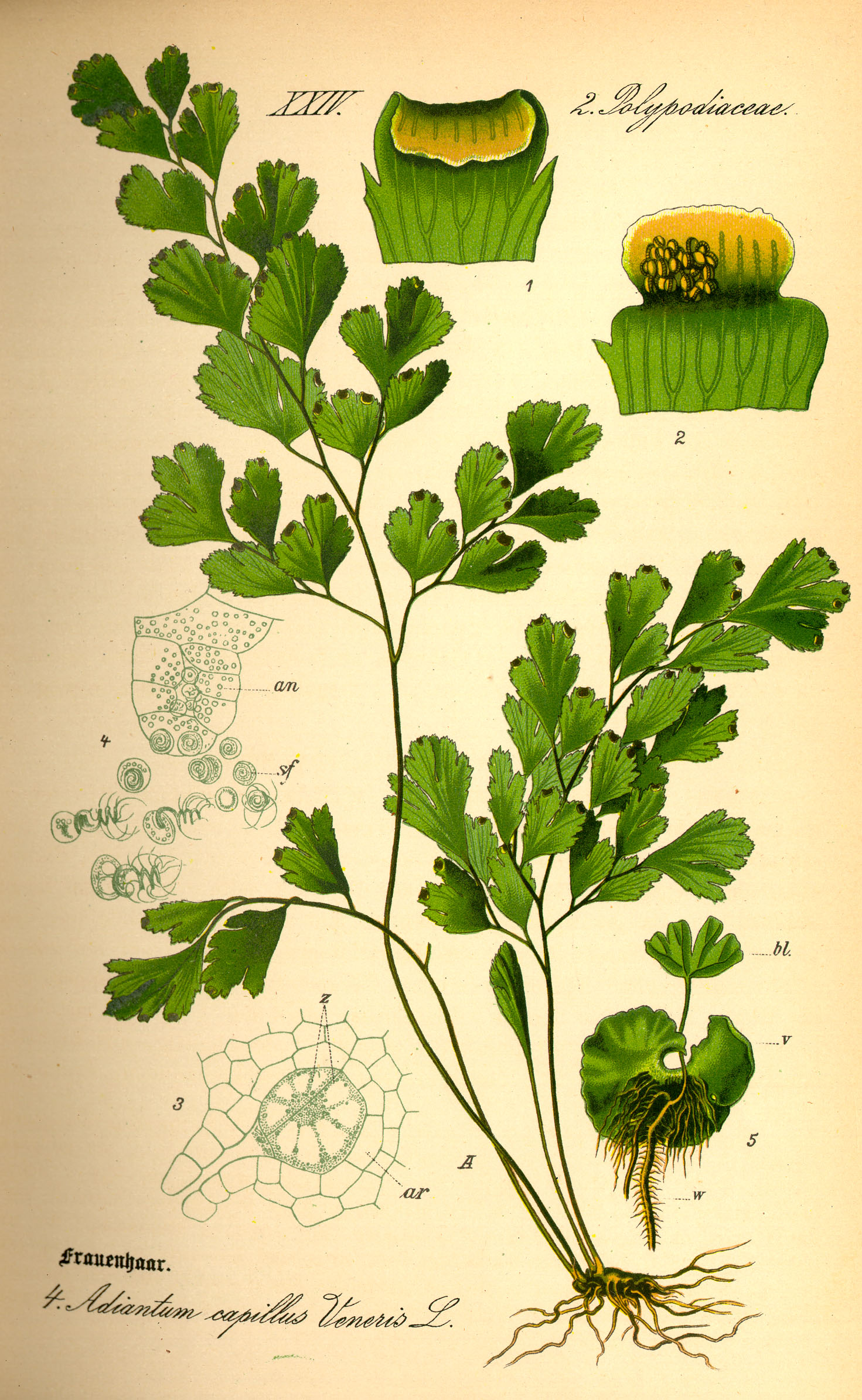

Многолетнее травянистое растение с коротким ползучим корневищем, одетым узкими, черноватыми чешуями. Высота до 60 см.
Пластинки вайи дважды-, трижды перистораздельные, длиной до 40 см, светло-зелёные, в очертании широко продолговатые, не смачивающиеся водой. Сегменты последнего порядка 2,5—3 см длиной и 1,5—2 см шириной, очень нежные и тонкие, на волосовидных черешках, в очертании обратнояйцевидно-клиновидные, с клиновидным основанием и веерообразно-лопастной верхушкой, цельнокрайные, тупые, по верхним краям дланевидно-дольчатые. Черешки листьев 10—15 (до 25) см длиной, чёрно-бурые, тонкие, глянцевитые.
Сорусы прикрыты завороченным краем вайи, продолговатые, без покрывальца. Сорусы просвечивают сквозь тонкую ткань сегмента листа, обрамляя его тёмным пунктиром. Спороносит всё лето с конца весны до начала осени.
Размножение спорами.

### Химический состав
В растении найдены углеводы и родственные им соединения, органические кислоты и их производные, тритерпеноиды, фенолкарбоновые кислоты и их производные, флавоноиды, липиды. В листьях (вайях) содержатся стероиды (в том числе ситостерин, стигмастерин, кампестерин), проантоцианидины, липиды.

## Хозяйственное значение и применение
Декоративное растение.
На Кавказе отваром или настоем листьев моют волосы для придания им блеска.

### Лекарственное применение
Надземную часть растения применяют для отвыкания от курения. В Италии в 1962 году предложен препарат «Тосифрон», состоящий из флаваспидовой кислоты, получаемой из листьев этого папоротника. Его выпускают в виде таблеток, свечей, капель — эффективен при лечении алкоголизма, пристрастия к табаку, крепкому кофе.
Порошок, настой, отвар, сироп (самостоятельно и в сборах) применяют как мягчительное, отхаркивающее при болезнях дыхательных путей, жаропонижающее.
Листья включены в фармакопеи некоторых стран Западной Европы.
В индийской медицине (сырьё — в виде пасты) используют для заживления ран, сок (в смеси с мёдом) — при гастралгии, респираторных инфекциях, отвар как тонизирующее. В Средней Азии как гемостатическое. В средневековой медицине Армении использовали при желтухе, мочекаменной болезни, хронической лихорадке, при ретенции плаценты, ишиасе, сок (местно) — при злокачественных язвах, как детоксикационное при укусах бешеных собак, мазь (местно) — при болезнях глаз, скрофулёзе. В Болгарии отвар применяют при кашле, особенно у детей, отвар, мазь — в сборе — при гиперкератозе волосистой части головы; в Южной Африке курят при респираторных инфекциях.
Водный экстракт проявляет антибактериальную активность.
Отвар, настой, жидкий экстракт используют в качестве ингредиента, улучшающего вкус сиропов. Фармацевт, ботаник и врач XVII века Николас Калпепер рекомендовал употреблять сироп «капилляр» для лечения кашля, желтухи и проблем с почками. С течением времени значение адиантума как основного ингредиента этого сиропа исчезло, и «капилляром» стали называть просто сироп из сахара, воды, яичного белка и флердоранжевой воды.
В народной медицине порошок, настой (самостоятельно, в сборах) — диуретическое (в эксперименте диуретические свойства не обнаружены), желчегонное, слабительное, при бронхиальной астме, отвар, сироп — при цистите, энтерите, потогонное, стимулирующее регулы, при болезнях селезёнки, опухоли селезёнки и печени; способствующее росту волос.

## Охрана
Включён в Красные книги Казахстана, Армении и Украины, а также в Красные книги следующих субъектов РФ: Дагестан, Краснодарский край.

## Синонимика
Согласно данным The Plant List
- Adiantum capillus Sw.
- Adiantum capillus-veneris f. dissectum (M.Martens & Galeotti) Ching
- Adiantum capillus-veneris var. fissum Christ
- Adiantum capillus-veneris f. fissum (Christ) ex Tardieu & C.Chr.
- Adiantum capillus-veneris var. modestum (Underw.) Fernald
- Adiantum capillus-veneris var. protrusum Fernald
- Adiantum capillus-veneris var. trifidum Сhrist
- Adiantum formosum R.Br.
- Adiantum michelii Christ
- Adiantum modestum Underw.
- Adiantum remyanum Esp.Bustos
- Adiantum schaffneri E.Fourn.
- Adiantum tenerum var. dissectum M.Martens & Galeotti